# Brilliance China Automotive Holdings

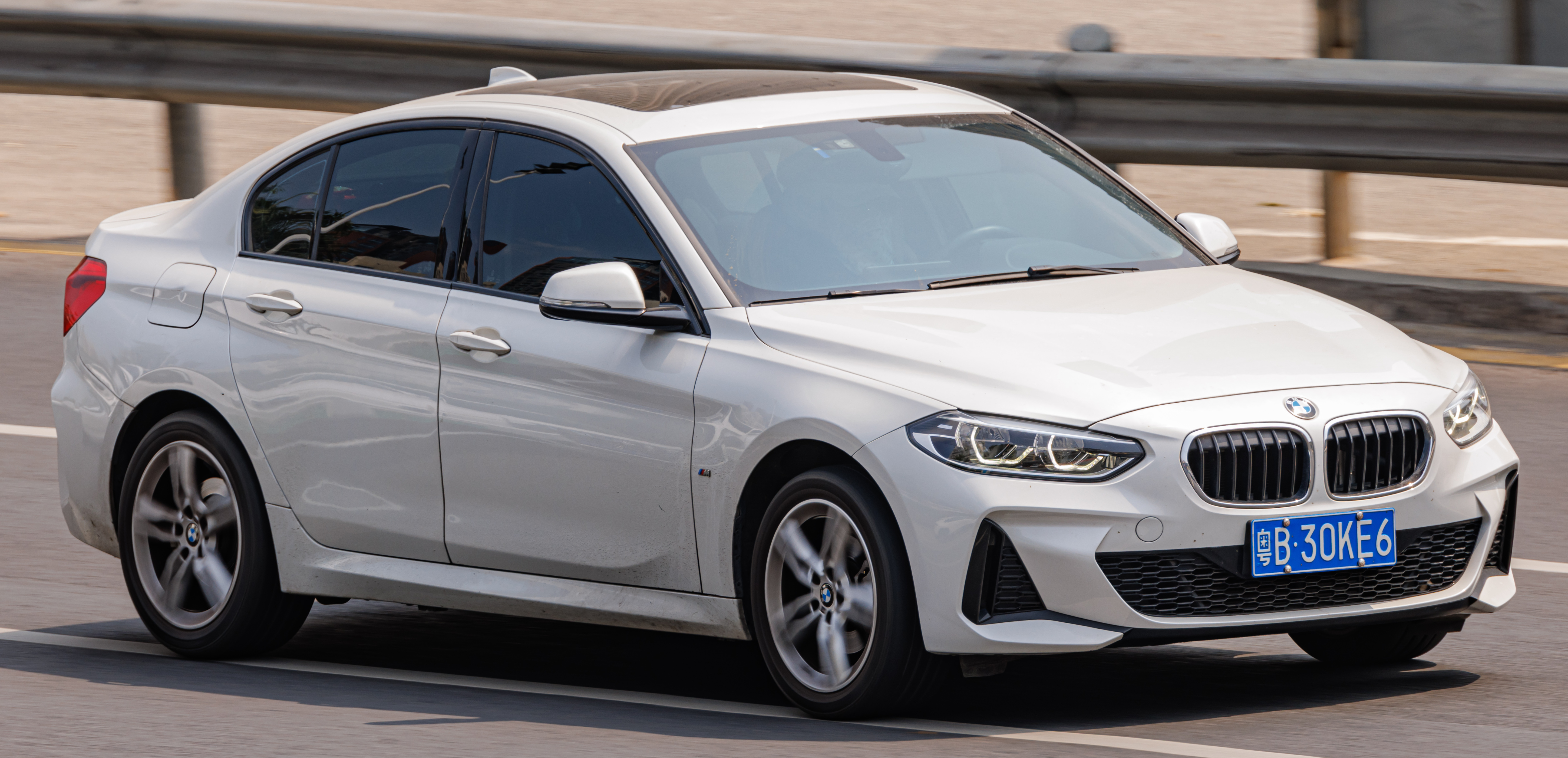
BMW F52 von BMW Brilliance Automotive

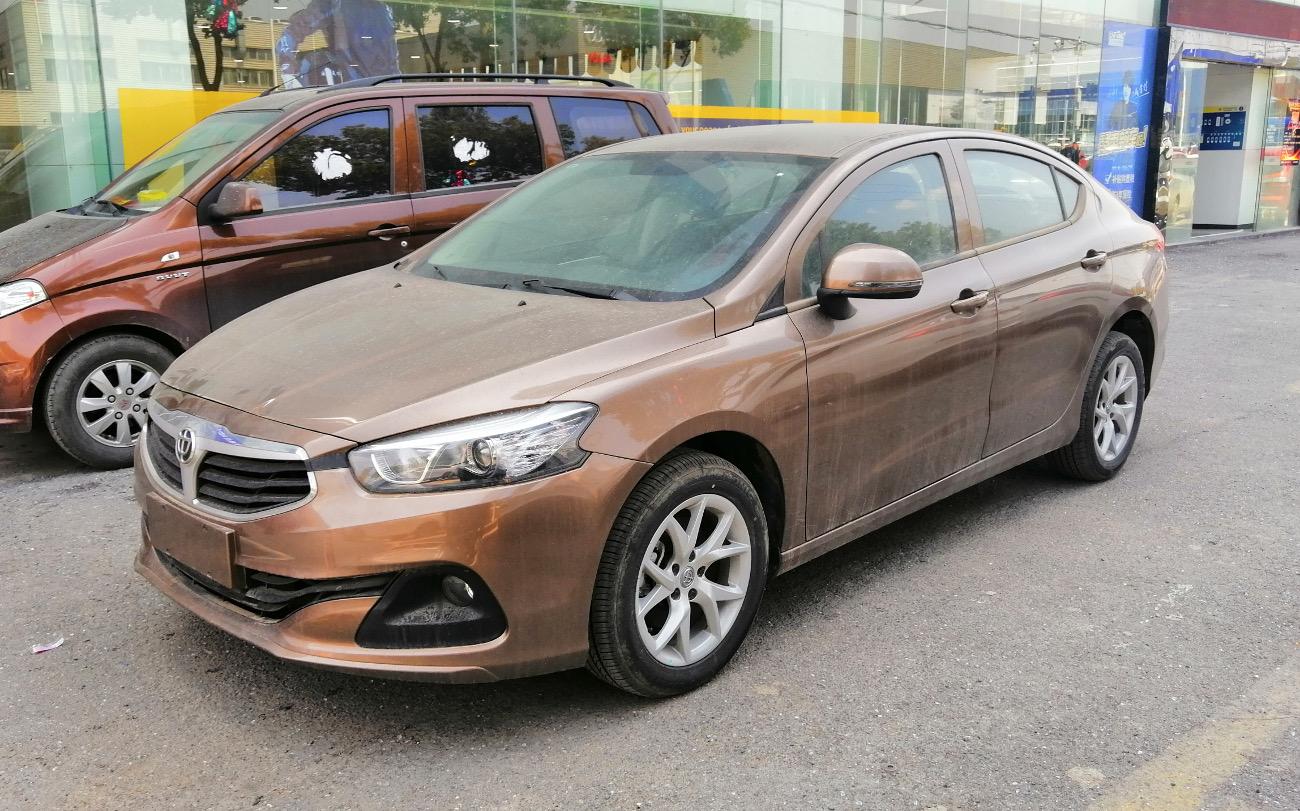
Brilliance H3

Brilliance China Automotive Holdings ist ein Unternehmen mit rechtlichem Sitz in Bermuda.

## Unternehmensgeschichte
Das Unternehmen wurde am 9. Juni 1992 gegründet. Der Sitz ist in Hamilton. Es hat die Nummer 1114 an der Wertpapierbörse von Hongkong, der Hong Kong Stock Exchange.
Es hat ein Tochterunternehmen gleichen Namens in Hongkong.  Dies wurde am 22. Dezember 1992 gegründet.
Außerdem gab es vom 2. April 1993 bis zum 24. September 1997 ein weiteres Tochterunternehmen mit diesem Namen in Albany im US-Bundesstaat New York.
Das Unternehmen hält Anteile am Motorenhersteller Mianyang Xincheng Engine, am Zulieferer Ningbo Yuming Machinery Industrial, am Automobilhersteller Shenyang Jinbei Passenger Vehicle Manufacturing Company sowie an Pure Shine. Außerdem gründete es im Mai 2003 mit BMW das Gemeinschaftsunternehmen BMW Brilliance Automotive in Shenyang.
Huachen Automotive Group Holdings besitzt große Anteile am Unternehmen.

## Produkte
Die Tochterunternehmen stellen Fahrzeuge der Marken BMW, Brilliance, Huasong, Jinbei, SWM und Zinoro her.